# 大橋未歩 金曜ブラボー
『大橋未歩 金曜ブラボー』（おおはしみほ きんようブラボー）はニッポン放送にて2015年4月3日から2020年9月4日まで放送していた音楽番組。改題前は冠無しの『金曜ブラボー。』。略称は全期間を通じて「金ブラ」。

## 番組概要
ニッポン放送は、2015年上半期番組改編にて平日の金曜午後番組枠を『上柳昌彦・山瀬まみ ごごばん!フライデースペシャル』と夕方枠である『テリー伊藤のフライデースクープ そこまで言うか!』の2番組の枠を統合させ、2015年4月3日から開始。
『金曜ブラボー。』では、固定コーナーは2番組から継続したが、13時台と17時台は上柳が過去担当していた『上柳昌彦 土曜日のうなぎ』の番組構成の様に、街頭中継リポートや望月が基本的にコーナー進行を行う。“あなたの週末の予定”のテーマでリスナーからのメールを受け付けていた。
2018年9月7日放送分にて、上柳と望月の番組降板を発表し、2018年9月21日放送回で2人の出演回が終了した。
2018年ニッポン放送下半期番組改編で、10月5日放送分から、元テレビ東京アナウンサーであった大橋を同年7月7日に放送された、当該番組の実質パイロット番組である、同局ホリデースペシャルの特別番組『大橋未歩 七夕ラジオ』を経て、パーソナリティに起用し『大橋未歩 金曜ブラボー』に改題し、元同局アナウンサーの荘口をパートナーに据えた。
17時までは大橋と荘口の二人で、2018年度のナイターオフ期間の17時40分からは『金曜ブラボー』として荘口がパーソナリティとなり、かつてナイターオフに放送していた『ショウアップスポーツ』で扱うスポーツ情報を放送した。
その後、2020年のニッポン放送上半期番組改編により、3月27日放送分から放送尺が20分縮減して、17:00迄の放送時間となった。パートナーの荘口が降板し、翌週の4月3日放送分より同局アナウンサーの前島がアシスタントとして加入し、当該番組の放送終了直後からステーションブレイク無しで『有楽町930ステーション』を担当した。それに伴い、番組構成も若干リニューアルし、トークが縮減し楽曲リクエストメインの構成となり、後述のタイムテーブルの項に記述の通り、特定アーティスト縛りとなっている。
しかし、同年7月10日から大橋の出身高校の先輩でもある元NHKアナウンサーであった有働由美子の番組である、『うどうのらじお』が開始する事が発表され、金曜午後のワイド番組の放送尺が『テリーとたい平のってけラジオ』終了以来10年振りに、2時間半に大幅縮減される事が同年6月12日放送分で発表され、8月21日放送分の中で9月4日放送分にて当該番組を終了する事が発表し、9月4日放送分にて番組終了。同時間枠の後継番組として、平日同枠の月曜から木曜に放送している『DAYS』の火曜に出演している中川家の2人と同局アナウンサーである東島衣里が残留して担当する『ザ・ラジオショー』を編成する事を発表した。その後、同局の2020年ナイターオフ編成のミニ番組にて、武井壮と参加している東京都が運営する「TEAM BEYOND」が冠スポンサーである、パラスポーツ情報番組の『武井壮･大橋未歩のハロー!BEYONDなひと ～パラスポーツで未来を変えよう!～』を担当する事となった。
また、番組終了後に大橋は自身がレギュラー出演している『5時に夢中!』（TOKYO MX）の2020年9月14日放送分にて、同番組のMCであった自身の夏季休暇に代理パーソナリティを務めたふかわに対し、番組内で唐突に自身の力不足で当該番組が終了した事を謝罪した。

## 出演者

### 現在
肩書無しはニッポン放送のアナウンサー

#### パーソナリティ
- 大橋未歩（フリーアナウンサー、元テレビ東京アナウンサー） - 2018年10月5日 - 2020年9月4日

#### パートナー（アシスタント）
- 前島花音 - 2020年4月3日 - 9月4日

#### ニュースデスク
不在時は基本他の報道部記者やニュースデスクが出演するが、2019年5月3日は東島が担当。
- 森田耕次（ニッポン放送 報道部解説委員） - 2018年10月5日 - 2019年9月27日[注 4]、2020年6月24日 - 9月4日

### 過去

#### パーソナリティ
- 望月理恵（タレント）- 2015年4月3日 - 2018年9月21日
- 上柳昌彦（フリーアナウンサー、元ニッポン放送アナウンサー[注 5]） - 2015年4月3日 - 2018年9月21日

#### パートナー（アシスタント）
- 荘口彰久（フリーアナウンサー、元ニッポン放送アナウンサー） - 2018年10月5日 - 2020年3月27日、9月4日

#### 準レギュラー
- 眉村ちあき（弾き語りトラックメイカーアイドル） - 2018年3月 - 2018年9月。クレジットはされていなかったが、半年間で7回（3月30日・5月11日・6月8日・7月13日・8月10日・9月7日・9月21日）16時台「4時のブラボーセッション」に出演。最後の出演回に歌った「ブラボー」が2018年11月15日トイズファクトリーから配信リリース[17]。
- 吉田豪（プロインタビュアー） - 2018年4月 - 2018年9月[注 6] 、月イチで出演。4月6日（14時台「アフタヌーンブレイク」）、5月11日・6月1日・7月6日・8月10日・9月7日（15時台「ブラボー!ベスト」）吉田が推薦の楽曲を紹介する。眉村と出演が重なった回には「通訳」として16時台にも出演。

#### リポーター
- 森下悠里（グラビアアイドル） - 2015年4月3日 - 2017年10月13日
- 西脇彩華（タレント、9nineメンバー） - 2017年10月20日[18] - 2020年7月3日
- すなおくん（当番組アシスタントディレクター）

#### ニュースキャスター
- 井𡈽厚（ニッポン放送 報道部記者）
- 遠藤竜也（ニッポン放送報道部 副部長） - 2019年10月4日 - 2020年6月5日
- 畑中秀哉（ニッポン放送報道部 副部長） - 2020年6月12、19日

#### その他出演者
望月の代理
- 里咲りさ（シンガーソングライター） - 2018年1月12日[注 7]

上柳の代理
- 松本秀夫（フリーアナウンサー、元ニッポン放送アナウンサー） - 2017年12月15日
- 煙山光紀（ニッポン放送アナウンサー） - 2018年8月31日

リポーターの代理
- 東島衣里 - 2017年1月20日
- 大川藍（ファッションモデル） - 2018年5月4日[注 8]

荘口の代理
- 清水久嗣（フリーアナウンサー、ニッポン放送スポーツ部契約アナウンサー） - 2018年10月5日[注 9]

大橋の代理
- ふかわりょう（タレント） - 2019年9月13日[注 10]

## 放送時間
※JST表記
- 金曜 13:00 - 15:30 - 2020年7月10日 - 9月4日

### 過去の放送時間
- 金曜 13:00 - 17:20 - 2015年4月3日 - 2018年9月21日、2018年10月5日 - 2020年3月20日
- 金曜 17:40 - 18:00 - 2018年10月5日 - 2019年3月22日
- 金曜 13:00 - 17:00 - 2020年3月27日 - 7月3日

### 放送時間変更等
2016年
- 1月1日：特別番組『ニッポン放送NEW YEAR SPECIAL omni7 presents Tokyo lifestyle[19][20][注 11][注 12]』（9:00 - 14:00）、『ニッポン放送 新春スポーツスペシャル  第95回天皇杯全日本サッカー選手権大会 決勝 浦和レッドダイヤモンズ×ガンバ大阪』（14:00 - 17:30）編成のため、番組休止。
- 3月11日：報道特別番組『東日本大震災から5年 被災地の今 私達の今[21]』（13:00 - 17:30）[注 13][注 14]。を放送の休止
- 4月29日：「ニッポン放送ラジオパーク in 日比谷2016 みどりと、スポーツと、音楽と」の特設ステージ公開生放送を15:00迄実施[注 15]。
- 12月23日：特別番組『ニッポン放送 ホリデースペシャル あの人に聞きたい!増刊号』（14:00 - 17:00）[注 16]を、『ライフサポート快適生活ラジオショッピングスペシャル』（17:00 - 18:00）を編成のため休止
- 12月30日：特別番組『ニッポン放送イヤーエンドスペシャル YAMAHAの音楽50年[22]』（12:30 - 15:00）[注 17]、『ニッポンチャレンジドアスリートニッポンチャレンジドアスリート 限界を超えて[22]』（15:00 - 17:00）[注 18]を編成のため休止

2017年
- 5月5日：祝日編成のため、15:00からの短縮放送で、16時台は4月30日、「Smile&Green! ラジオパーク in 日比谷2017〜君に耳キュン!〜」での公開収録模を放送。
- 8月11日：特別番組 『ジャパンニューアルファーグループ・プレゼンツ!テツandトモ SPAっとリフレッシュタイム[23]』（13:00 - 14:00）[注 19]、『ニッポン放送 ホリデースペシャル 河北麻友子のマユコレ![24]』（14:00 - 17:00）[注 20]を編成のため休止
- 11月3日：特別番組 『ニッポン放送 ホリデースペシャル　サミーPresents　ケツメイシのハッキリ言ってパーティーホリデー!』（13:00 - 16:00）[注 21]を編成のため16:00からの短縮放送
- 12月29日：特別番組『ニッポン放送イヤーエンドスペシャル ココロもカラダも元気が一番!ラジオヘルスケアマガジン[25]』（12:00 - 14:00））[注 17]、『吉田尚記のコミパラ！with 里崎智也〜年の瀬のオススメ漫画〜[25]』（14:00 - 16:00）、『コトブキツカサの2017年映画界総決算![25]』（16:00 - 17:00）[注 22]を編成のため休止

2018年
- 5月4日：ニッポン放送 ホリデースペシャル『ニッポンチャレンジドアスリート〜未来へ〜[26]』（13:00 - 15:00）[注 23]、『まだまだ間に合う!ゴールデンウィークとっておき情報局[27][28]』[注 24]（15:00 - 16:00）を編成のため16:00からの短縮放送。
- 9月28日：特別番組『ありがとう50周年! 垣花正と新内眞衣のオールナイトニッポンミュージックリクエスト[29]』[注 25]を当該時間帯に放送のため休止
- 11月23日： ニッポン放送 ホリデースペシャル『太田胃散presents ももいろクローバーZ ももクロくらぶxoxo 拡大版[30][31]』（13:00 - 15:00）、『ライフサポート快適生活ラジオショッピングスペシャル』（15:00 - 16:00）、『鈴木亮平 Going Up 増刊号 』（16:00 - 17:00）を編成のため休止し、『金曜ブラボー』のみ（17:00 - 17:20、17:40 - 18:00）で放送[32]
- 12月28日： ニッポン放送イヤーエンドスペシャル『古市憲寿 2018年ニュース重箱の隅[33]』（13:00 - 14:00）、『ライフサポート快適生活ラジオショッピングスペシャル[34]』（14:00 - 15:00）、『スポーツスペシャル ホープフルステークス実況中継[34]』（15:00 - 16:00）、『鈴木亮平 Going Up PLUS』（16:00 - 17:30）、『ニッポン放送 有楽町健康情報局』（17:50 - 18:00）を当該時間帯に放送のため放送休止。

2019年
- 5月3日：ニッポン放送 ホリデースペシャル『ROAD TO 日比谷音楽祭!』（13:00 - 15:00）、『THE GOLDEN PUSH!』（15:00 - 16:00）を編成のため16:00からの短縮放送。

2020年
- 7月24日：ニッポン放送 ホリデースペシャル『NTT東日本Presents アフターコロナの新しい働き方[35]』（13:00 - 15:00）、『知って、肝炎プロジェクト』（15:00 - 16:00）を編成のため放送休止。

## タイムテーブル

### 現在
2020年7月時点
生放送につき、記載されている時間は目安
2020年4月時の聴取率調査週間に行った「ワンアーティスト特集」を実施以降、通常放送も同様の番組構成に変更された
| タイムテーブル 大橋未歩 金曜ブラボー | タイムテーブル 大橋未歩 金曜ブラボー    | タイムテーブル 大橋未歩 金曜ブラボー |
| 時刻                                 | 内容                                    | 備考 |
| ------------------------------------ | --------------------------------------- | --- |
| 13:00.00                             | オープニング                            | 前放送番組からの掛け合いトークを行い、ワンアーティスト楽曲を流し、 オープニングBGMを流して改めてOPトークを行い、再び楽曲を流す |
| 13:21.00                             | メッセージ紹介&楽曲リクエスト その1     | ここから、アシスタントの前島が登場 放送回のメッセージテーマを紹介し、その後、再び楽曲を流す |
| 13:30.00                             | ニッポン放送交通情報(警視庁)            | |
| 13:31.30                             | ハロー神奈川                            | 内包番組ゾーン |
| 13:36.00                             | メッセージ紹介&楽曲リクエスト その2     | |
| 13:42.00                             | ニッポンチャレンジドアスリート          | |
| 13:51.00                             | ニッポン放送ニュース                    | |
| 13:56.00                             | メッセージ紹介                          | |
| 14:00.00                             | 14時台オープニング                      | 首相官邸新型コロナウイルス感染症対策本部の緊急事態宣言以後、 小池百合子東京都知事の定例記者会見の模様を挟み込む場合がある その後、ワンアーティスト楽曲リクエストを流す                                                                                               |
| 14:15.00                             | 私スタンダート                          | 2020年7月3日から開始したコーナーで、同年6月26日のメールテーマであった 「リスナーのスタンダード」で盛り上がったためレギュラーコーナー化 |
| 14:26.00                             | ニッポン放送交通情報(警視庁)            | |
| 14:27.00                             | ラジオリビング                          | 前島が商品を紹介していたが、同年6月からラジオリビングのバイヤーが ブース入りして商品説明を行う |
| 14:41.30                             | ショウアップナイター一番乗り!           | ナイターイン時期のみのコーナー 放送日の『ショウアップナイター』の中継カード事前情報を、現地の実況担当 アナウンサーに電話を繋ぐか中継先球場が近距離な場合は実況担当アナウンサーが スタジオ入りして伝える オフシーズンはワンアーティスト楽曲リクエストに差し替え       |
| 14:46.30                             | 桃屋プレゼンツ ちょっとおいしい話       | 2018年10月の番組リニューアル時に開始した、内包コーナー リスナーから「食」に関し、記憶に残る美味しいエピソードと楽曲リクエスト、 及びスポンサー商品を使用したレシピを紹介する                                                                                         |
| 14:54.00                             | ニッポン放送ニュース                    | |
| 14:58.30                             | メッセージ紹介                          | |
| 15:00.00                             | 15時台オープニング、メッセージ紹介      | 15時台のトーク及びワンアーティスト楽曲を流す |
| 15:05.30                             | BSフジ ウィークエンドインフォメーション | リニューアル前からの継続 フジメディアホールディングスのグループ企業であるBSフジの当日夜から 週末にかけて放送予定のイチオシ番組を2〜3番組程度を前島が紹介する。 終了後、そのままワンアーティスト楽曲を流す また、不定期で同社広報部社員らがゲスト出演することもあった |
| 15:17.00                             | メッセージ紹介                          | メッセージ紹介後、ワンアーティスト楽曲を流す |
| 15:26.30                             | エンディング                            | |

### 過去
| タイムテーブル 2018年10月5日から2020年3月27日迄 | タイムテーブル 2018年10月5日から2020年3月27日迄 | タイムテーブル 2018年10月5日から2020年3月27日迄                                                                    |
| 時刻                                            | 内容                                            | 備考 |
| ----------------------------------------------- | ----------------------------------------------- | --- |
| 13:00.00                                        | オープニング                                    | OPトーク、週替わりテーマメッセージ呼び込み及び楽曲紹介                                                             |
| 13:27.00                                        | メッセージ紹介                                  | |
| 13:30.00                                        | ハロー神奈川                                    | |
| 13:36.00                                        | ADすなおの中継コーナー                          | アシスタントディレクターのすなおが中継を挟んでリポートする。                                                       |
| 13:42.00                                        | ニッポンチャレンジドアスリート                  | |
| 13:49.00                                        | メッセージ紹介&ゆかいな（フリー）トーク         | |
| 13:52.00                                        | 1時のニッポン放送ニュース                       | 報道部ニュースデスクが担当                                                                                         |
| 13:55.00                                        | ニッポン放送天気予報                            | |
| 13:56.00                                        | ニッポン放送交通情報(警視庁)                    | |
| 14:00.00                                        | 2時台オープニング、メッセージ紹介               | |
| 14:12.00                                        | ADすなおの中継コーナー                          | |
| 14:26.00                                        | ニッポン放送交通情報(警視庁)                    | |
| 14:27.00                                        | ラジオリビング                                  | 荘口が商品を紹介する                                                                                               |
| 14:39.00                                        | ちょっとおいしい話                              | |
| 14:49.00                                        | 2時のニッポン放送ニュース                       | |
| 14:52.00                                        | ニッポン放送天気予報                            | |
| 14:53.00                                        | メッセージ紹介                                  | |
| 15:00.00                                        | 3時台オープニング、メッセージ紹介               | |
| 15:03.00                                        | ブラボーベスト                                  | |
| 15:27.30                                        | はぴねすくらぶ ラジオショッピング               | |
| 15:34.30                                        | メッセージ紹介&ゆかいな（フリー）トーク3        | |
| 15:36.00                                        | BSフジ ウィークエンドインフォメーション         | |
| 15:43.00                                        | メッセージ紹介&ゆかいな（フリー）トーク4        | |
| 15:46.00                                        | ブラボーフライデートピックス                    | |
| 15:54.00                                        | ニッポン放送天気予報                            | |
| 15:55.00                                        | ニッポン放送交通情報(警視庁)・メッセージ紹介    | |
| 16:00.00                                        | ブラボーセレクション                            | |
| 16:28.00                                        | 夕刊フジ イブニングチェック                     | |
| 16:32.00                                        | ニッポン放送交通情報(警視庁)                    | |
| 16:36.00                                        | ラジオリビング                                  | 14時台のリピート枠                                                                                                 |
| 16:42.00                                        | メッセージ紹介                                  | |
| 16:45.00                                        | 街角ステーションプラス 噂を求めてどこまでも!    | |
| 16:55.00                                        | ニッポン放送天気予報                            | |
| 16:57.00                                        | ニッポン放送交通情報(警視庁)                    | 荘口が17:40からのゾーンの準備のため、この時間で離脱                                                                |
| 17:00.00                                        | 5時台オープニング                               | 17時台は大橋未歩が一人で担当                                                                                       |
| 17:00.30                                        | 5時の産経新聞ニュース                           | |
| 17:05.30                                        | 記念日ブラボー                                  | 番組リニューアル後から開始したコーナー リスナーの思いでや心に残る「記念日」を祝うエピソードトークと楽曲を 紹介する |
| 17:17.00                                        | ニッポン放送交通情報(首都高)                    | |
| 17:18.30                                        | エンディング                                    | EDトーク、翌週のテーマメッセージ呼び込み                                                                           |

| 金曜ブラボー ※2018年オフシーズンのみ | 金曜ブラボー ※2018年オフシーズンのみ | 金曜ブラボー ※2018年オフシーズンのみ |
| ------------------------------------ | ------------------------------------ | --- |
| 17:40.00                             | オープニング                         | |
| 17:41.30                             | スポーツニュース                     | 「スポーツニュースショウアップ」と同様、放送日当日のスポーツニュースを ストレートニュース形式で取材音源を交えて伝える |
| 17:45.00                             | ラジオリビング                       | 17時台の『ショウアップスポーツ』枠 |
| 17:48.00                             | 狙え!万馬券 今週の注目馬ショウアップ | 『今夜もオトパラ!』からの枠移動 放送週週末の中央競馬の重賞レースの注目馬を『日曜競馬ニッポン』の司会である スポーツ部契約アナウンサーの清水とトラックマンと共に伝え、荘口の予想を 紹介するコーナー 2019年シーズンオフ期は、『ザ・フォーカス〜フライデースペシャル』に移行された |
| 17:56.00                             | 5-56天気予報                         | |
| 17:57.00                             | ニッポン放送交通情報(警視庁)         | |
| 17:58.40                             | エンディング                         | EDトークとリスナーメッセージ補填枠 |

### 終了コーナー
- 街角リポート - 2015年4月3日 - 2018年5月

番組開始以後から設けられてるコーナーで、13時台と17時台の2回程、上柳が首都圏のどこかからリポートを行う散歩コーナー。但し、2018年1月からは上柳が前立腺がん手術を受けた影響で中継を休止し、同年5月迄望月が中継に出て当該時間にレポートを入れていた。
- フライデーJリーグ

2014年度ナイターオフ番組であった『今夜もオトパラ!』からの枠移動で、2015〜17年のJリーグシーズンに放送
ニッポン放送スポーツ部アナウンサーがJリーグの注目選手や最新情報を伝える
- ワタシの、センタク。  - 2015年4月3日 - 2015年9月25日

『ごごばん!フライデースペシャル』からの継続していた、内包番組
- U字工事のニッポンの小麦、がんばる。

栃木県出身のU字工事と同局アナウンサーであるひろたみゆ紀が、北関東所在の小麦を使用している飲食店情報や小麦を使用したレシピを紹介する内包番組
- アフタヌーンブレイク

『ごごばん!フライデースペシャル』時代から継続したトークコーナー。一部改題し、ゲストにトークメニューを「前菜」、「メインディッシュ」、「デザート」に沿って話を伺う
- ブラおた - 2016年4月 - 2018年2月、2018年4月 - 9月21日

聴取者から毎月替わりテーマメッセージを募り、2通程度紹介し、1通目紹介後に1曲楽曲を掛ける
- 名曲同名 - 2016年1月8日 - 2月19日

同じ曲名だが、歌手・グループや曲調が違う2曲かけ、聴き比べる
- ブラボー!ベスト - 2015年10月2日 - 2018年9月21日[注 28]

15時台頭のコーナーで、毎週1組の歌手・グループのベストアルバムから2〜3楽曲を掛ける構成だが、不定期でゲストを迎えてのトークコーナーに変更場合も有り。2016年3月25日迄は14:38頃に放送されていた
- ピースフル・ウィークエンド - 2015年4月3日 - 2016年3月25日

『ごごばん!フライデースペシャル』より継続コーナー
リスナーから月替わりテーマメッセージを募り、その中から毎週2通程度紹介し、楽曲を流す
- スマイルレシピ - 2015年4月3日 - 2016年3月25日

リスナーから月替わり食材を元に、番組スタッフから毎週指定したシチュエーション（弁当のおかず等）に合うレシピを募る料理コーナー
その中から望月が優秀レシピを選出し、翌週望月がそのレシピを基に調理し、上柳が試食する
- 本仮屋ユイカ 笑顔のココロエ - 2015年4月3日 - 2018年3月30日

太田胃散1社提供の内包番組で、月 - 木曜の平日ワイド枠にて放送されていたが、番組終了迄当該番組の時間帯に固定されていた
- 4時頭のトーク・リクエスト曲紹介 - 2015年4月3日 - 2016年3月25日

主に上柳が自身の近況について話していた
- 4時のブラボーセッション - 2016年4月1日 - 2018年9月21日

2016年のコーナーリニューアル時から開始。毎回1組の歌手・グループを迎え、スタジオライブを披露する
- ワールドトラベラー! - 2015年4月3日 - 2016年9月30日

毎月一つの国をピックアップしてクイズ形式でその国を学ぶ。当初は望月・上柳両者が答える予定だったが、2人とも正解できないという結果であったことや、リスナーが置き去りになるとのことから、上柳が出題する形式となった。また月1回はコーナースポンサーであるHISの海外旅行担当社員が出演し、当月に取り上げた国の海外ツアー情報を紹介
2016年10月のコーナーリニューアルと共に、『垣花正 あなたとハッピー!』金曜9時台に枠移動して継続
- おみせやさんこんにちは - 2016年10月7日 - 2018年3月30日

注目のお店の従業員に電話を繋ぎ、店舗の様子など話を聴く。
- 快適生活 ラジオショッピング

過去、同時間帯に放送されていた通販番組。ライフサポートのショッピングキャスターとはたえ金次郎の掛け合いで放送する。コーナー移動前に荘口がはたえとの掛け合いで予告を行っていた。
- スポーツブラボー

大橋の思い入れの強いスポーツをテーマにトークするゾーン。話題に取り上げるスポーツの専門家若しくはニッポン放送スポーツ部のアナウンサーを招きトークする。または、最近のスポーツの話題を紹介。
- ブラボーベスト

リニューアル前からの継続コーナーで、ある1組のアーティスト、または１つのテーマに沿った楽曲を3曲程度を流す
- ブラボーフライデートピックス

リニューアル前から継続
週末に開催予定のイベントやコンサート、映画情報などを紹介する
- ブラボーセレクション

リニューアル前からのトークコーナーを改題
歌手、スポーツ選手、研究者などのゲストを招いてトークを行い、ゲストのリクエスト曲を流す
- はぴねすくらぶ ラジオショッピング

「快適生活」の後継で同時間帯に放送されていた通販番組。立川志ららが進行し、同社ショッピングキャスターに加電し、商品を紹介してもらう
- 記念日ブラボー

大橋がパーソナリティ就任後の2018年10月から開始したコーナー
リスナーの思いでや心に残る「記念日」を祝うエピソードトークを紹介する